# Raymond Pettibon
Raymond Pettibon, nato Raymond Ginn (Tucson, 16 giugno 1957), è un artista statunitense, occasionalmente musicista e compositore.
Noto per i suoi disegni fumettistici, ironici e ambigui, il soggetto dell'arte di Pettibon è talvolta violento e antiautoritario. Dalla fine degli anni settanta alla metà degli anni ottanta è stato associato al gruppo hardcore punk statunitense Black Flag e all'etichetta SST Records, entrambe fondate dal fratello Greg Ginn. Dall'inizio degli anni novanta, invece, è diventato una figura importante nell'arte contemporanea.
Le sue opere sono principalmente in inchiostro su carta e molte sono monocromatiche, nonostante egli usi talvolta il colore attraverso l'uso di colori, matita o acquerello. Oltre ai suoi lavori su carta, Pettibon ha utilizzato la video art e ha recentemente creato installazioni.

## Biografia
Pettibon si laureò in economia alla UCLA e lavorò per un breve periodo come professore di matematica, prima di iniziare la sua carriera artistica nel 1977.
Nel 1977 suo fratello Greg Ginn, chitarrista e compositore, formò la influente punk band Black Flag. Inizialmente, Pettibon fu il bassista del gruppo quando esso si faceva ancora chiamare Panic. Quando la band scoprì che esisteva un altro gruppo con lo stesso nome, Pettibon suggerì il nome Black Flag e disegnò il logo della band, composto da quattro barre orizzontali. Nello stesso periodo Pettibon scelse il suo nome d'arte, dal soprannome petit bon (bravo ragazzo) che gli aveva dato suo padre..
I disegni di Pettibon apparvero sui volantini e sulle copertine degli album dei Black Flag fin dai primi anni ottanta, e l'artista divenne noto nella scena punk di Los Angeles. Il cantante dei Black Flag Henry Rollins ha descritto Pettibon come schivo, tanto da sembrare talvolta un disadattato, e fan di jazz; Rollins ha anche dichiarato che Pettibon, come suo fratello Greg, era molto professionale tanto da produrre a volte dozzine di disegni al giorno.
Negli anni ottanta Pettibon ha pubblicato molte raccolte dei suoi disegni attraverso l'etichetta SST Records; la maggior parte di essi sono ora fuori commercio e hanno prezzi elevati. Pettibon cominciò a disegnare copertine per altre band della SST, tra cui i Minutemen. Ebbe un litigio con i Black Flag dopo che il batterista Bill Stevenson aveva tagliato uno dei suoi disegni per scrivere i testi di alcuni brani di Loose Nut. Nel 1990, Pettibon realizzò la copertina di Goo, album dei Sonic Youth.
Da allora Pettibon è stato acclamato a livello internazionale, e ha alcune sue opere nei musei più prestigiosi dell'arte contemporanea: il Museum of Modern Art a New York, il Museum of Contemporary Art a Los Angeles e il San Francisco Museum of Modern Art.
Alla 52ª Biennale Arte di Venezia del 2007 ha presentato il dipinto murale site specific Yankee c'mon!.
Pettibon si è occasionalmente dilettato nella musica, e ha fatto parte di una band chiamata Super Sessions che suonava nell'area di Los Angeles. Inoltre ha contribuito come compositore agli album dei fIREHOSE Flyin' The Flannel e Mr. Machinery Operator e nell'ottobre 2006 ha debuttato come cantante nel secondo album degli Unknown Instructors, The Master's Voice.
Ha formato anche recentemente una propria band, chiamata The Niche Makers.

## Curiosità
Il video dei Red Hot Chili Peppers del brano Monarchy Of Roses (album I'm With You del 2011) è stato ispirato proprio dallo stile di Raymond Pettibon. Il video ritrae la band destreggiarsi fra un vortice di disegni in bianco e nero.

## Discografia

### Con i Super Session

#### Album di studio
- 1990 - Torches and Standards

### Con Hans Weigand

#### Album di studio
- 2001 - The Throat of Citizen Just